# Greenmount-Montrose
Greenmount-Montrose est un village incorporé situé dans le Lot 3 de l'Île-du-Prince-Édouard, Canada, au sud de Tignish.

## Communautés
- Greenmount
- Montrose